# Juho Hänninen

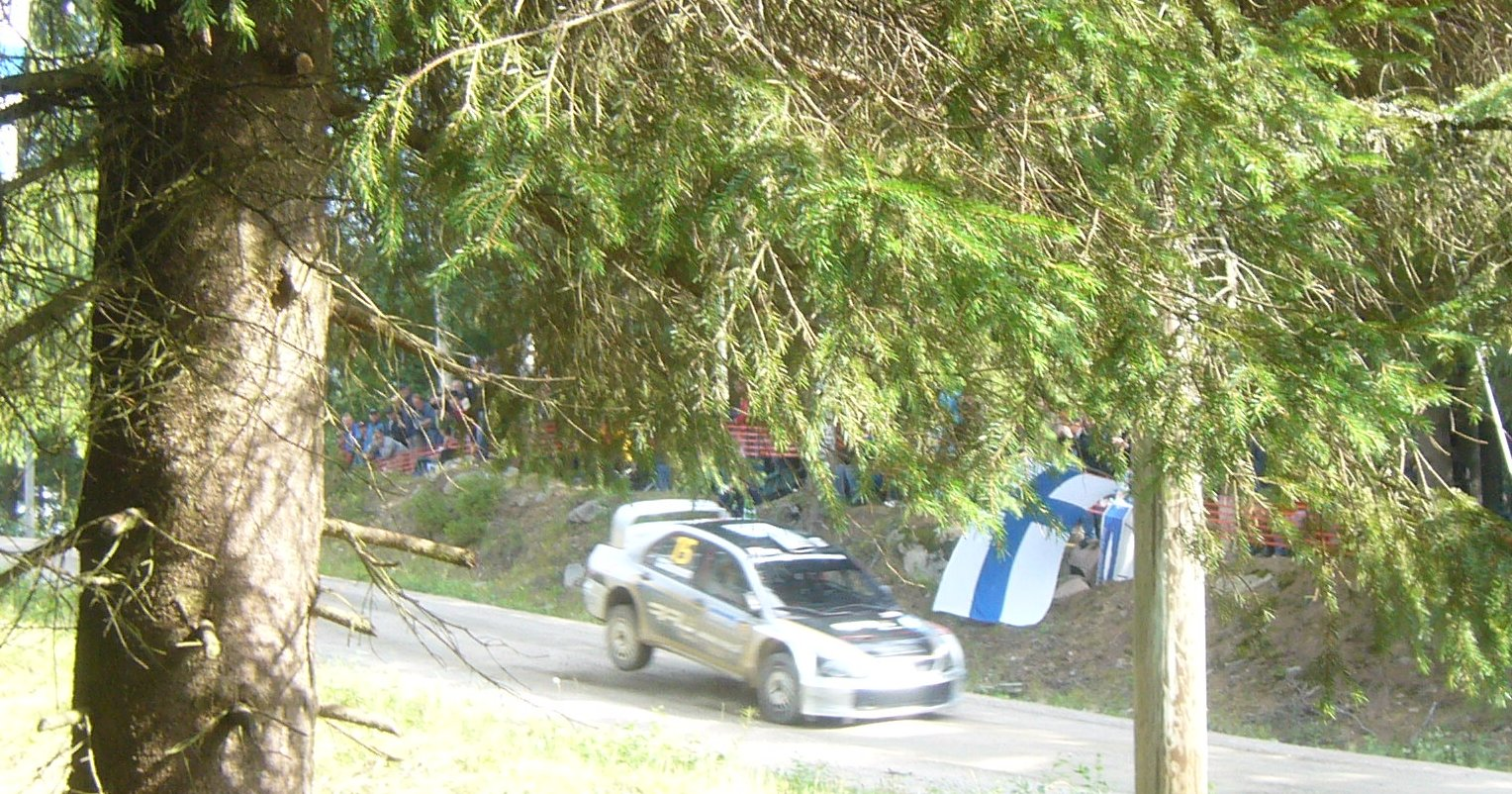
2007-ben, Mitsubishi Lancer WRC-vel

Juho Hänninen (1981. július 25. –) finn raliversenyző. Jelenleg a Škoda Motorsport pilótája az Interkontinentális ralibajnokságon.

## Pályafutása

### Rali-világbajnokság
A 2006-os svéd ralin debütált a rali-világbajnokságon. 2007-ben három futamon vett részt WRC-vel, a háromból két alkalommal ért célba, ebből egyszer pontszerző helyen. Ezentúl benevezett a világbajnokság N csoportos sorozatába. Itt két dobogós, és további két pontot érő helyezést ért el, mely a bajnoki értékelésben az ötödik helyet jelentette számára. 2008-ban továbbra is a világbajnokságon, az N csoportban versenyzett. Három versenyen tudott nyerni, valamint többször pontot érő helyen ért célba. Végül két ponttal maradt el a bajnoki címtől.

### Interkontinentális ralibajnokság
2008-ban Juho az Interkontinentális ralibajnokság két versenyén vett részt. A portugál ralin negyedik lett, az orosz ralin pedig első helyezést ért el.
2009-ben a Škoda Motorsport csapatával a bajnokság hat futamán indult. Monte Carlóban több szakaszt is megnyert, majd a harmadik helyről egy baleset miatt esett ki. Portugáliában szintén nem ért célba, majd negyedik lett Belgiumban. Az orosz ralin ismét győzni tudott, mely egyben a Skoda első sikerét jelentette az interkontinentális ralibajnokságon. Csehországban harmadik lett, San Remóban pedig nyolcadik. A szezont huszonegy pontjával a hatodik helyen zárta.
2010-ben megnyerte a bajnokságot, a csapattársa Jan Kopeczky előtt végzett.

## Eredményei

### Interkontinentális ralibajnokság
Győzelmek
| #  | Dátum              | Rali       | Navigátor      | Autó              | Összefoglaló |
| -- | ------------------ | ---------- | -------------- | ----------------- | ------------ |
| 1. | 2008. július 11-12 | Orosz rali | Mikko Markkula | Peugeot 207 S2000 | Összefoglaló |
| 2. | 2009. július 9-11  | Orosz rali | Mikko Markkula | Škoda Fabia S2000 | Összefoglaló |

Statisztika
| Év       | Helyezés | Versenyek/ célbaérés | Pontok | Győzelmek | Dobogók | Szakasz győzelmek |
| -------- | -------- | -------------------- | ------ | --------- | ------- | ----------------- |
| 2008     | 8.       | 2/2                  | 14     | 1         | 1       | 7                 |
| 2009     | 6.       | 6/4                  | 21     | 1         | 2       | 23                |
| 2010     | 2.       | 1/1                  | 8      | -         | 1       | 2                 |
| Összesen |          | 9/7                  | 43     | 2         | 4       | 32                |

## Külső hivatkozások
- Hivatalos honlapja
- Profilja az ewrc.cz honlapon